# Almagro (España)
Almagro es una ciudad y municipio español de la provincia de Ciudad Real, en la comunidad autónoma de Castilla-La Mancha. En 1972 su casco histórico fue declarado conjunto histórico-artístico. Cuenta con una población de 9049 habitantes (INE 2024).
Está catalogado como Uno de Los Pueblos Más Bonitos de España desde el año 2015 y pertenece desde entonces a la asociación homónima.

## Toponimia
El topónimo deriva del árabe المغرة (al-magra) «la arcilla roja», haciendo alusión a la característica arcilla rojiza de la zona, de color almagre, que está presente en el colorido de la plaza Mayor y otros edificios del municipio.
Según la tradición, el origen del topónimo (y de la ciudad) sería un castillo árabe denominado المغرب (al-magrib) «el oeste» y levantado en uno de los ramales del camino de Toledo-Córdoba, presumiblemente en el solar de los actuales Palacios Maestrales.

## Geografía
- Latitud: 38°52'59" N
- Longitud: 3°43'00" O

Su entorno natural se halla encajado entre pequeñas sierras paleozoicas con algunos recursos de agua de escaso flujo: arroyos Pellejero y de Cuetos. Es del mayor interés la presencia de una zona volcánica (cerro de la Yezosa), sobre los macizos de cuarcitas existentes, lo que singulariza la zona, junto a la de Olot y a la de cabo de Gata, como los únicos territorios de origen volcánico de alguna importancia dentro de la península ibérica.

### Municipios limítrofes
| Noroeste: Miguelturra             | Norte: Carrión de Calatrava | Nordeste: Bolaños de Calatrava |
| Oeste: Pozuelo de Calatrava       |                             | Este: Manzanares               |
| Suroeste: Valenzuela de Calatrava | Sur: Granátula de Calatrava | Sureste: Moral de Calatrava    |

## Historia

### Orígenes
No se conoce con seguridad la fecha del primer asentamiento humano en Almagro. Es muy posible que existiera uno en la Edad del Bronce por los indicios hallados alrededor de las Casas Maestrales y en parajes exteriores al centro urbano. Durante la época romana parece que fue habitada, según consta por el testimonio de Federico Galiano y Ortega, que creyó ver un acueducto durante las obras en el actual Paseo de la Estación. Se han hallado asimismo monedas de esa época y una lápida romana que se exhibe en el Ayuntamiento, proveniente del Puente Romano de Zuqueca, en Granátula.

### Época medieval
De tiempos visigodos no quedan vestigios salvo algunas columnillas decoradas con rombos tallados a bisel, desperdigadas por la población. De época árabe viene el propio nombre de la población, con la característica arcilla rojiza del lugar de color Almagro. Durante el siglo XIII Almagro quedó oscurecida por la cercana Oreto u Oretum (Granátula de Calatrava) y por Calatrava la Vieja, pero al ser elegida por los maestres de la Orden de Calatrava en dicho siglo como lugar de residencia y centro gubernativo de sus posesiones pasará a primer término.

### SiglosXIalXIV
La tradición asegura que el maestre don Gonzalo Yáñez concedió fuero a la villa en 1213, confirmado por Fernando III en 1222. En 1273, Alfonso X el Sabio convocó Cortes en Almagro y en 1285 se efectuó la escritura de Conveniencia entre el maestre Ruy Pérez Ponce y los almagreños sobre los hornos, el zocodover, los portazgos. En el siglo XIV la villa ya tenía una muralla y una parroquia, San Bartolomé el Viejo, edificios públicos como las carnicerías, el aholí o pósito, la cárcel, casas del Concejo y un castillo absorbido por las Casas Maestrales.

### Conquista
El avance de los cristianos hizo que se reunieran aquí las tropas camino de la frontera y Pedro I el Cruel mandará apresar al maestre Juan Núñez de Prado en 1355 en los palacios Maestrales.
El comercio arraigó en la villa con la concesión de dos ferias por Enrique II en 1374. Además, verá reunirse los Capítulos Generales de la Orden de Calatrava, tanto en la capilla de San Benito de los Palacios Maestrales, como la Iglesia de Santa María de los Llanos (Antigua Patrona de la Ciudad), ambas desaparecidas. En el siglo XV la incorporación del maestrazgo a la Corona en 1487 no variará la situación. Ahora, es el gobernador quien habita los Palacios Maestrales. En 1493, Cisneros dirigió la fundación del monasterio de las franciscanas de Santa María de los Llanos, que se anexionará la iglesia del mismo nombre, también desaparecida.
Los problemas financieros del emperador Carlos V hicieron a los banqueros alemanes Fugger beneficiarios de las rentas de las minas de Almadén y los vincularon a Almagro, trayendo consigo a sus administradores Wessel, Xedler, entre otros, cuyas casas solariegas se conservan aún.

### SiglosXVIyXVII

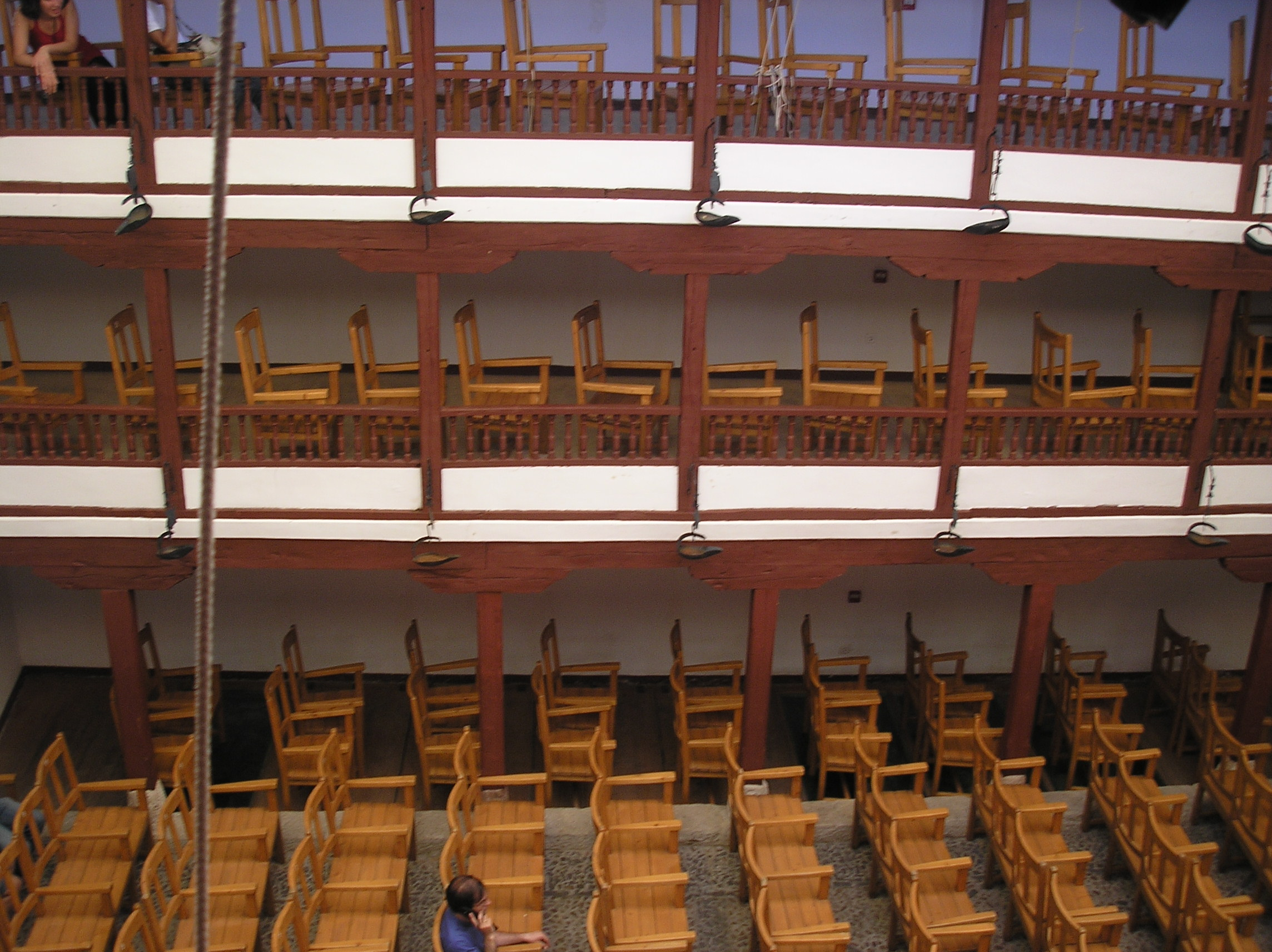
Gradas y patio de butacas del Corral de Comedias de Almagro.

En los siglos XVI y XVII la población prosperó. La ciudad gozaba de un extraordinario dinamismo demográfico, pasando su población a lo largo del siglo XVI de unos 4.000 habitantes en 1500 a 8.000 en 1597 (L. SÁNCHEZ LÓPEZ, «La población», en Historia de Almagro. Ciudad Real 1993, pág. 25.). La villa creció y se embelleció, salió de las murallas. Se crearon los arrabales de San Pedro, Santiago, San Ildefonso, San Juan, San Sebastián y San Lázaro. El clavero Fernando Fernández de Córdova y Mendoza fundó el monasterio y la universidad menor de Nuestra Señora del Rosario y el comendador mayor don Gutierre de Padilla el Hospital de la Misericordia y el Monasterio de la Asunción de Calatrava. Se construyeron la iglesia parroquial de Madre de Dios, el convento de la Encarnación, las oficinas de los Fugger y multitud de casas particulares. Se reformaron la iglesia de San Blas, la Plaza y el Ayuntamiento. La crisis de los últimos años del siglo XVI y comienzos del XVII no frenó la boga constructora en Almagro. Los franciscanos levantaron el convento de Santa Catalina. Se instalaron los agustinos, los jesuitas, los hermanos de San Juan de Dios. Los ascendientes del conde de Valdeparaíso construyeron su palacio.

### SigloXVIII
Durante el siglo XVIII, Almagro vivió un esplendor pasajero, merced al apoyo de la ciudad al candidato Borbón, Felipe V, y el oficio de Juan Francisco Gaona y Portocarrero, conde de Valdeparaíso, ministro de Hacienda del rey. Se nombró a la villa capital de la provincia de La Mancha durante algo más de un decenio (1750-1761). Durante ese tiempo la villa sufrió grandes estragos a causa del terremoto de Lisboa, como indicó en carta del 9 de noviembre de 1755 al marqués de Santa Cruz, su administrador, Andrés:
Ha habido muchas ruinas y algunas desgracias, y con especialidad en la villa de Almagro es donde todos los templos y conventos y muchas casas han padecido mucho, mayormente los conventos de San Francisco y Santo Domingo, y asegura un célebre maestro de obras que hay en esta tierra llamado Juan Alejandro Núñez que no se podrá reedificar el destrozo hecho en Almagro con catorce millones de reales (Archivo Histórico Provincial de C. Real)
Fracasado el intento de reactivación administrativa, el conde promovió la actividad económica creando una industria textil dirigida por el irlandés Enrique Doyle. Luego de algún sonado fracaso, corrió mejor suerte la organización de la industria de blondas y encajes, que con el tiempo dotaría a Almagro de una de sus principales señas de identidad.
Las desamortizaciones emprendidas por los gobiernos de Carlos III provocaron el desmantelamiento de los edificios religiosos más importantes, lo cual perjudicó considerablemente la conservación del patrimonio arquitectónico de la villa; la decadente universidad menor desapareció con el primer cuarto del siglo XIX y en ese siglo los calatravos, cansados de la aspereza del sacro convento del castillo de Calatrava la Nueva, situado en un frío, alto y aislado nido de águilas, dejan la fortaleza y trasladan el Sacro Convento a Almagro. La comodidad resultó efímera. En 1796, Carlos IV concedió a Almagro el título de ciudad.

### SigloXIX
La invasión francesa vio instalarse en Almagro, en 1810, una activa logia masónica bonapartista, en la casa propiedad de José Antonio Ceballos de la calle Clavería, según un largo procedimiento que siguió la Inquisición entre 1814 y 1815 y que fue extractado por Antonio Paz y Meliá. El gobernador afrancesado Benito María Ciria, "de muchas luces", algo admitido incluso por sus enemigos, fue acusado por los patriotas de muchos crímenes, hasta el punto de que fue llamado "el Nerón de La Mancha".
El pueblo padeció las guerras carlistas; incluso algunos guerrilleros carlistas nacieron en Almagro, como los hermanos Juan Vicente (1787-d. de 1839) y Francisco Rugero (1788-1838) Rujero o Rugeros, más conocidos como "Palillos", quienes habían pertenecido al ejército en clase de comandantes de caballería pero, reconocidos y clasificados solo como tenientes, se retiraron a su casa de Almagro, donde no recibían sus sueldos ni acataban las normas constitucionales durante el Trienio Liberal (1820-1823), por lo que fueron reducidos a prisión; empero, se fugaron y levantaron pendón en 1833 por la causa legitimista de Don Carlos V de Borbón en Castilla la Nueva, formando una cuadrilla de caballería de voluntarios que llegó a contar quinientos hombres y doscientos infantes. Sus atrevidos y crueles golpes y hechos de armas desestabilizaron la región y fueron duramente reprimidos por los liberales, encabezados por el igualmente despiadado general Trinidad Balboa; se llegó a fusilar y decapitar a la madre de los Rugeros de 81 años en Ciudad Real (11 de octubre de 1839) y a encarcelar a sus hermanas. Los Palillos alcanzaron fama internacional; cuentan algunos horrores de sus venganzas Théophile Gautier, y el evangélico escritor George Borrow, en su obra The Bible in Spain / La Biblia en España (1842), que es en realidad un viaje por la España profunda, nombra a Palillos recurrentemente y en términos oprobiosos. Algunos de los bienes de la Iglesia y el municipio fueron afectados por las desamortizaciones de Mendizábal y Madoz. La ciudad experimentó una creciente decadencia, motivada en parte por la competencia de la capital Ciudad Real, pero se desarrolló una industria artesanal del famoso encaje de bolillos, sus típicas blondas, y adquirió justa fama un plato típico aliñado de una forma especial, las berenjenas de Almagro. En 1845 se construye una nueva plaza de toros con los materiales de la torre de la antigua parroquia de San Bartolomé, demolida ese año, y donde el torero Cagancho dio su famosa "espantada" en 1927, y que fue incendiada en 1932 al negarse los toreros a torear la tarde del 25 de agosto, lo que causó la cólera del público, que la incendió de forma que se perdieron así los primitivos palcos, realizados en madera, con pies derechos y zapatas; Se introdujo asimismo el telégrafo (1858), el ferrocarril (1860) y la luz eléctrica (1897) y se creó un cuartel provincial de caballería (1863), un casino y un coliseo o teatro (1864). En 1886 se derriban las murallas aunque las puertas de la ciudad permanecen en pie hasta la década de 1930.

### SiglosXXyXXI

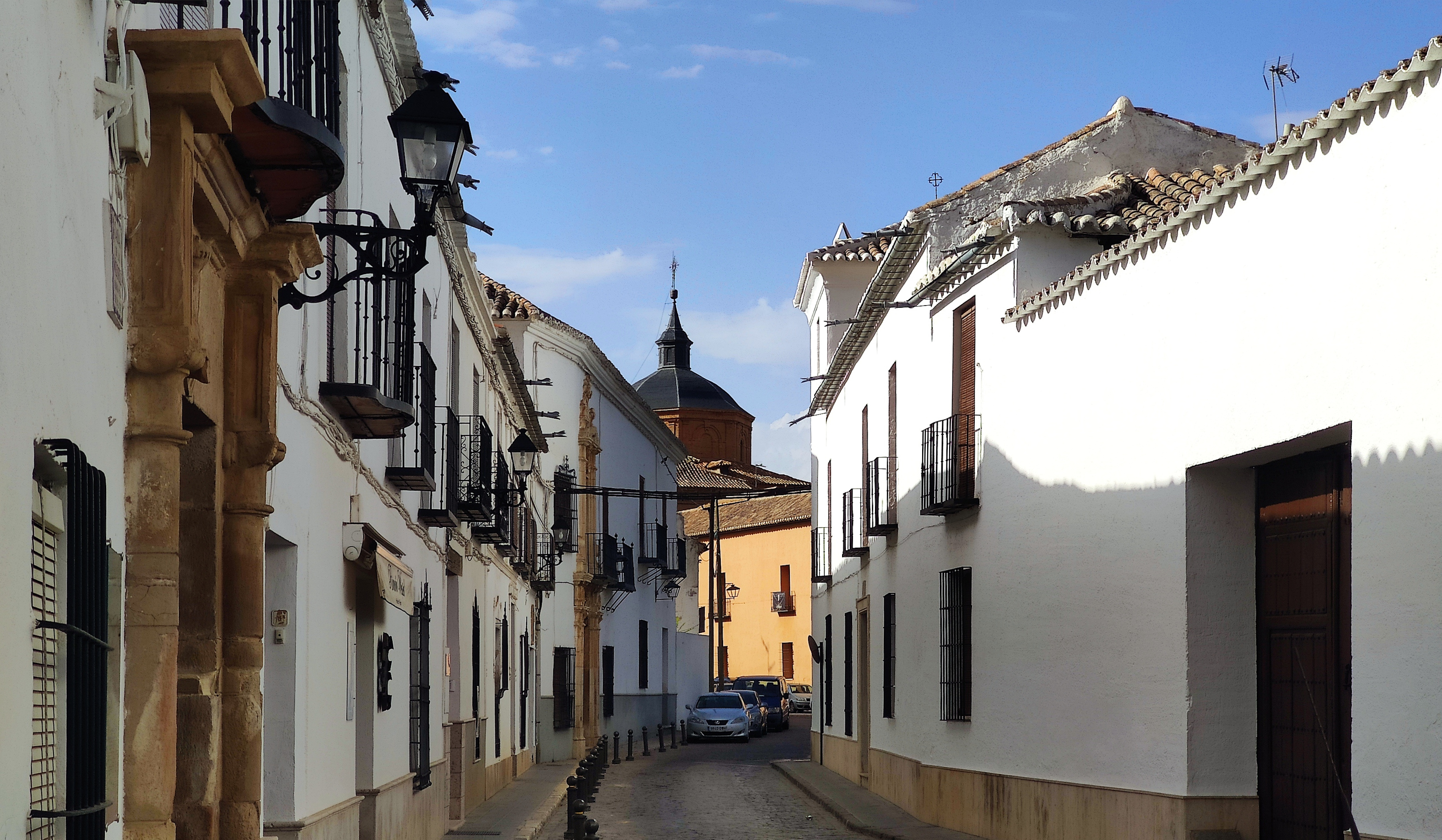
Calle de Almagro en el

Durante los años 1950 se descubre y restaura el Corral de Comedias y se reforma el Ayuntamiento y el conjunto de la plaza Mayor. En 1972 se declara a Almagro Conjunto Histórico-Artístico. Se restauran y rehabilitan hermosos edificios, no solo iglesias o palacios, sino también modestas viviendas, ermitas y nace el Museo Nacional del Teatro, en un principio escondido en lo que fueron huertos y bodegas de las Casas Maestrales y ahora en un edificio diseñado a propósito para él. Almagro se convierte en referente teatral y cultural de la región: Festival Internacional de Teatro Clásico, actividades culturales y turísticas. Actualmente, Almagro presenta su candidatura a Ciudad Patrimonio de la Humanidad, por su calificación de "Ciudad de la cultura y el teatro".
Forma parte de la asociación Los pueblos más bonitos de España.

## Demografía
Almagro cuenta con una población de 9049 habitantes (INE 2024).
| Gráfica de evolución demográfica de Almagro entre 1842 y 2021                                                       |
| |
| Población de derecho según los censos de población del INE Población de hecho según los censos de población del INE |

## Economía
Existen cultivos de cereal, vid, olivo y almendro; también hay ganadería ovina y bovina. Existen canteras de basalto y minas de manganeso y yeso. Es tradicional la industria del encaje de blondas (los famosos encajes de bolillos); también la hay de la madera y de la construcción, no obstante la mayoría de la actividad se concentra en la hostelería y el turismo, de cara al Festival Internacional de Teatro Clásico que se celebra anualmente desde 1978. Tienen fama las berenjenas de Almagro, aliñadas con una fórmula tradicional y con denominación de origen.

## Comunicaciones
Ferrocarril
- Estación de Almagro

## Administración y política
| Periodo   | Nombre                                           | Partido |
| --------- | ------------------------------------------------ | ------- |
| 1979-1983 | José Cerro (1979-1981) Josefa Delmas (1981-1983) | UCD     |
| 1983-1987 | Bibiano Ramírez                                  | PSOE    |
| 1987-1991 | Bibiano Ramírez                                  | PSOE    |
| 1991-1995 | Luis López Condés                                | PSOE    |
| 1995-1999 | Antonio García Rivero                            | PP      |
| 1999-2003 | Antonio García Rivero                            | PP      |
| 2003-2007 | Manuel Sancho Gallego                            | PSOE    |
| 2007-2011 | Luis Maldonado Fernández de Tejada               | PP      |
| 2011-2015 | Luis Maldonado Fernández de Tejada               | PP      |
| 2015-2019 | Daniel Reina Ureña                               | PSOE    |
| 2019-2023 | Daniel Reina Ureña                               | PSOE    |
| 2023-act. | Francisco Javier Núñez Ruiz                      | PP      |

## Patrimonio

### Civil
- Plaza Mayor.

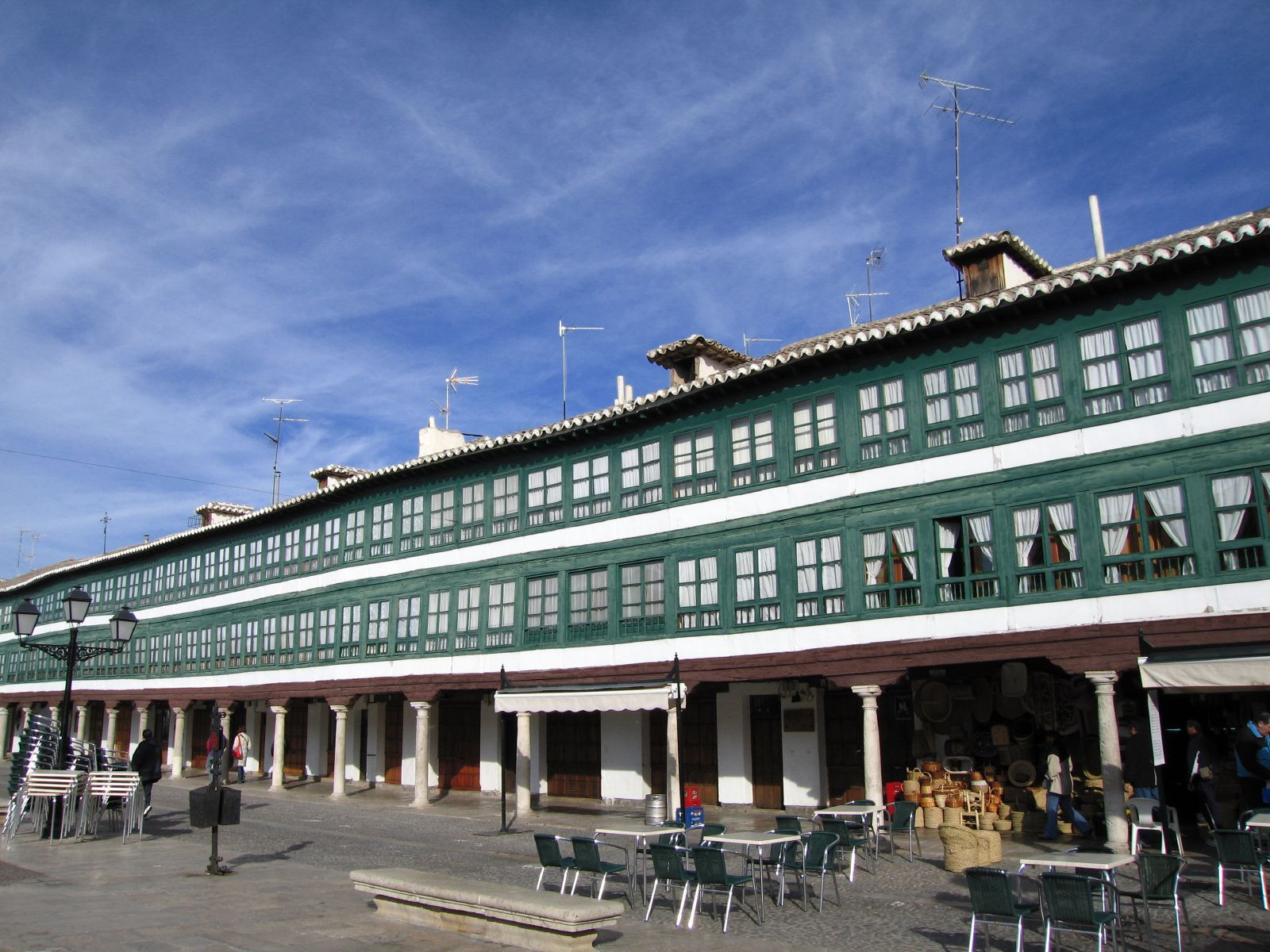
Porticada de la plaza Mayor.

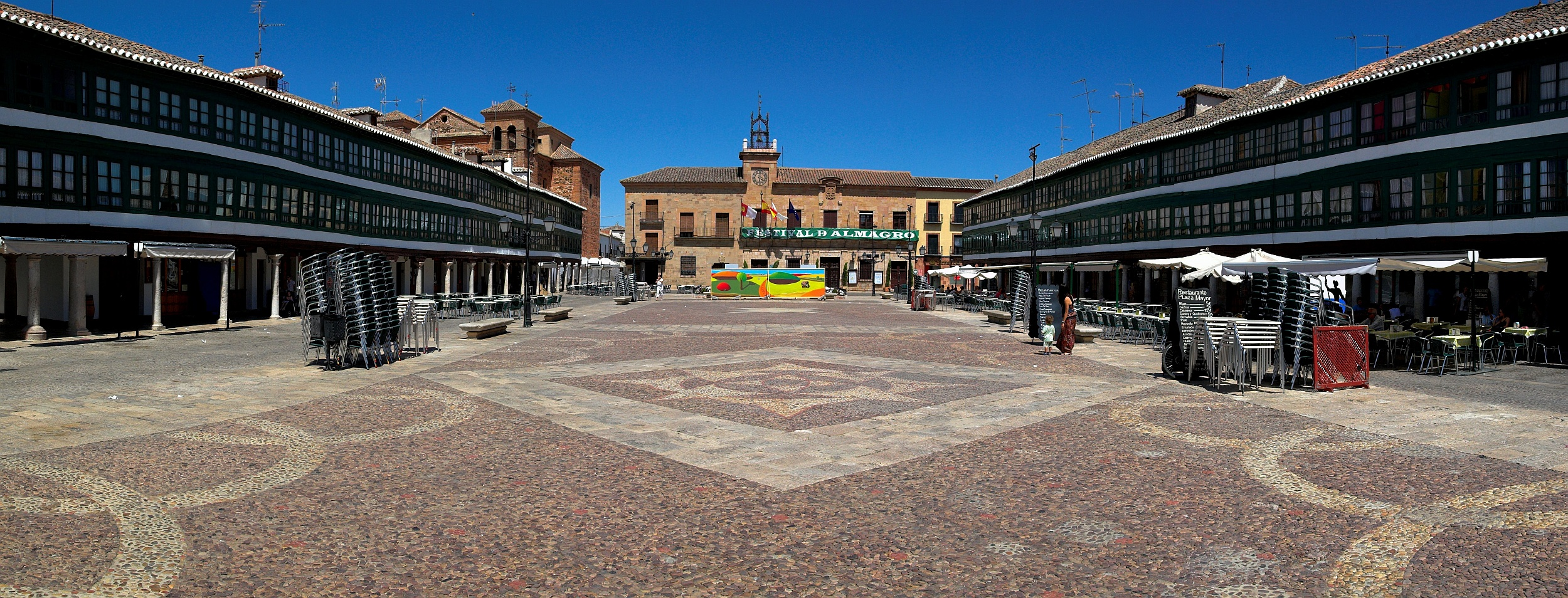
Panorámica de la plaza Mayor de Almagro.

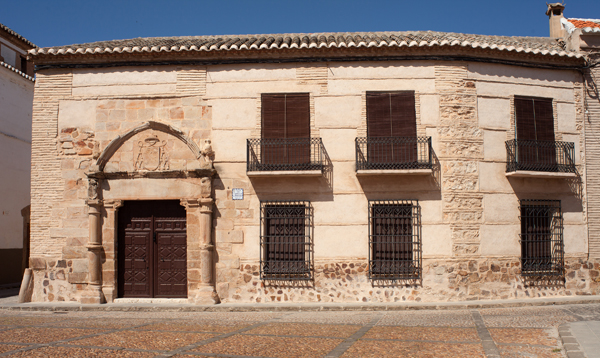
Casa del Capellán de las Bernardas.

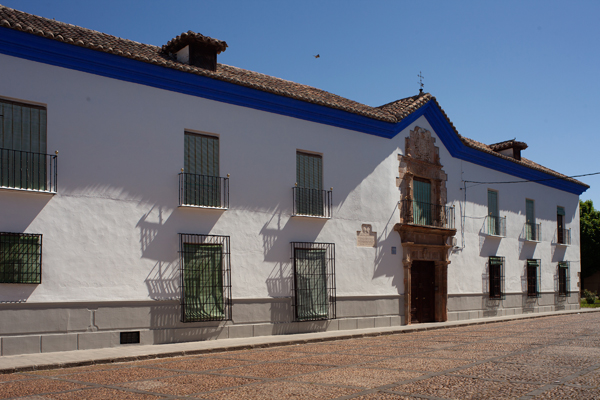
Fachada del Palacio de los Marqueses de Torremejía.

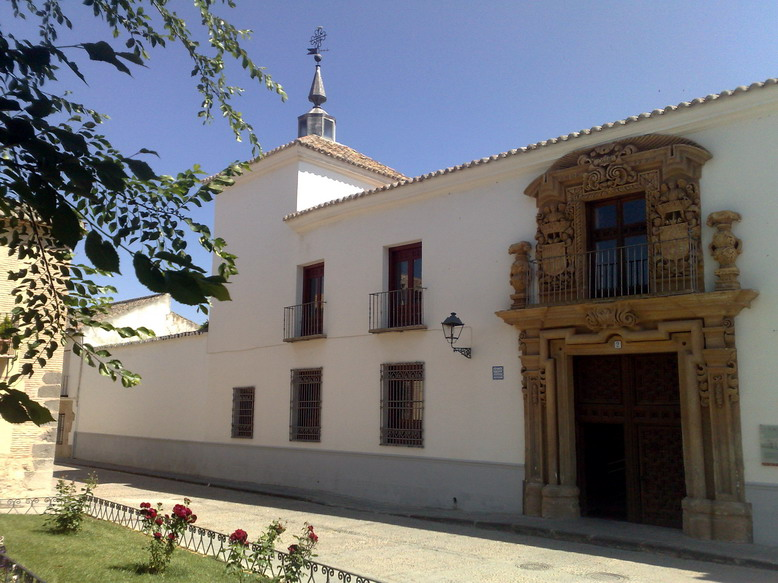
Fachada del Palacio de los Condes de Valdeparaíso.

Es famosa su plaza Mayor en su origen plaza de armas y posteriormente centro de una feria de comercio, de planta rectangular irregular y dos pisos, inspirada en las flamencas, y su famoso Corral de Comedias del siglo XVII, el único que se conserva íntegro de esa época.
- Casas solariegas.

Al pasear por la ciudad pueden apreciarse numerosos y bien conservados portales de casas solariegas hidalgas; así, por ejemplo, en la plaza mayor, la Casa del Mayorazgo de los Molina y la Casa de los Rosales; en la calle de las Nieves, las portadas de la Casa de los Wessel (apoderados de los Fugger) y de la Casa de los Xedler (desde cuya ubicación original, en la calle Franciscas, se trasladó hasta aquí en la posguerra), ambas del siglo XVI; al final de esta calle, la Casa del Prior y la Casa del Capellán de las Bernardas.
- Palacios.

Existen varios palacios que dan cuenta de la importancia y realce que llegó a tener Almagro, son los siguientes.
- Palacio de los Marqueses de Torremejía. Está situado en la plaza de Santo Domingo. Fue construido en el siglo XVI por la familia Oviedo y reformada en el XVII por Gaspar Mexia y Catalina de Oviedo. En la actualidad es la escuela hogar de las Madres Dominicas. Edificio de dos plantas construido en paramento toledano encalado dispuesto en torno a un patio central originariamente porticado. En el cuerpo principal se encuentra la portada de arenisca y caliza que presenta dos cuerpos claramente diferenciados enmarcados entre columnas; las del cuerpo inferior son de estilo jónico. Se remata la portada mediante un escudo heráldico que se superpone a un águila y a la cruz de Santiago.
- Palacio de los Condes de Valdeparaíso. Propiedad de la Diputación Provincial de Ciudad Real. Este palacio perteneció a Juan de Gaona y Abad, I conde de Valdeparaíso desde el año 1705, título concedido por su matrimonio con Aldonza Portocarrero y Félix de Aranda, de manos de Felipe V. Su hijo, Juan Francisco de Gaona y Portocarrero, ocupó los cargos de ministro de Hacienda con Fernando VI y gobernador del Consejo de Hacienda desde el 22 de julio de 1754 al 8 de diciembre de 1759, fecha en la que pasó a servir como embajador en Polonia. El edificio es de dos plantas construido en paramento toledano, distribuido en torno a un patio porticado con grandes columnas toscanas y zapatas talladas con motivos vegetales, y flanqueado por dos torreones en uno de los cuales se halla la capilla cubierta por un cúpula decorada con abundantes yeserías y con escudos en las pechinas. La portada se halla centrada y es de estilo barroco enmarcada por un moldurón con orejeras y con una rocalla en el dintel. Esta flanqueada por dos pilastras cajeadas de estilo dórico rodeadas de abundante decoración vegetal. En el cuerpo superior se halla el balcón, con un marco con orejeras en forma de guirnalda y flanqueado por los escudos familiares y dos jarrones. Los escudos se hallan sustentados por putti y rematados por la corona condal sobre la cual se sitúan angelotes. El conjunto se remata por un gran moldurón quebrado bajo una venera y contiene una invocación a la Sagrada Familia. El palacio ya existía anteriormente, pero fue remodelado a finales del siglo XVII como aparece en su portada AÑO DE 1699. El edificio continuó restaurándose en el siglo XVIII a cargo de don Juan Francisco Ruiz de Gaona y Portocarrero, II conde de Valdeparaíso.
- Palacio de los Medrano. Situado en la calle San Agustín, fue construido en el siglo XVI por Jerónimo de Ávila. Edificio de tres plantas distribuido en torno a un patio central con dos torreones en el cuerpo principal, realizado en mampostería. El edificio se perdió en parte antes de la rehabilitación y durante ésta desaparecieron los elementos arquitectónico-decorativos que lo definían perteneciente al estilo renacentista. En uno de los torreones conserva unos artesonados de grandes vigas y zapatas de madera ricamente labradas con los escudos de los propietarios.
- Palacio de los Oviedo. Construido por la familia Oviedo en el siglo XVI. De lo que fue el palacio solamente se conserva el cuerpo principal en el que se halla el zaguán cubierto por un artesonado, el cual da paso al resto de una de las galerías del patio sustentada sobre columnas con zapatas. Está construido en paramento toledano y conserva la portada realizada en arenisca y enmarcada por dos columnas sobre las que se sitúa un dintel decorado con grutescos y sobre este un balcón flanqueado por dos esculturas cubiertas por venera.
- Palacio de los Fúcares. Erigido en el siglo XVI por los Fúcares o Függer para administrar y almacenar el mercurio procedente de las minas de Almadén y el grano procedente de las rentas de los Maestrazgos. La fachada es de ladrillo tapial y mampostería y el edificio se organiza en torno a un patio cuadrado central de estilo renacentista y dos galerías con arcos de ladrillo sostenidas por columnas de caliza, alrededor de las cuales se ubican las distintas dependencias. La primera planta está formada por arcos de medio punto sostenidos por columnas, siendo la superior de arcos carpaneles de tres puntos. En uno de los extremos del patio se ubica un pozo. Destaca el zaguán y la escalera, de tipo conventual, con su decoración en yeserías, a base de sarta de ovas y flechas (típicamente renacentista) y olas marinas, influidas por el Palacio del Marqués de Santa Cruz en el cercano Viso del Marqués. El patio, en origen, estuvo estucado como el zaguán de entrada y la escalera, pero al adquirirlo el Ayuntamiento, prefirió dejar el ladrillo visto. Tras la marcha de los Fúcares, a finales del siglo XVIII, tuvo distintos usos, siendo adquirido por el Ayuntamiento hacia 1984 procediendo a su restauración. En la actualidad es sede de la Universidad Popular de Almagro y uno de los espacios escénicos del Festival Internacional de Teatro Clásico.
- Palacio de los Villarreal-Robles o del Marqués de Las Hormazas. Fue construido en el siglo XVI. Tiene dos plantas distribuida en torno a un patio interior. Está enmarcada por pilastras rehundidas y semicolumnas jónicas; en el centro del dintel se halla el escudo familiar entre rosetas y sobre este, dos leones que flanquean el conjunto.

- Corral de Comedias.

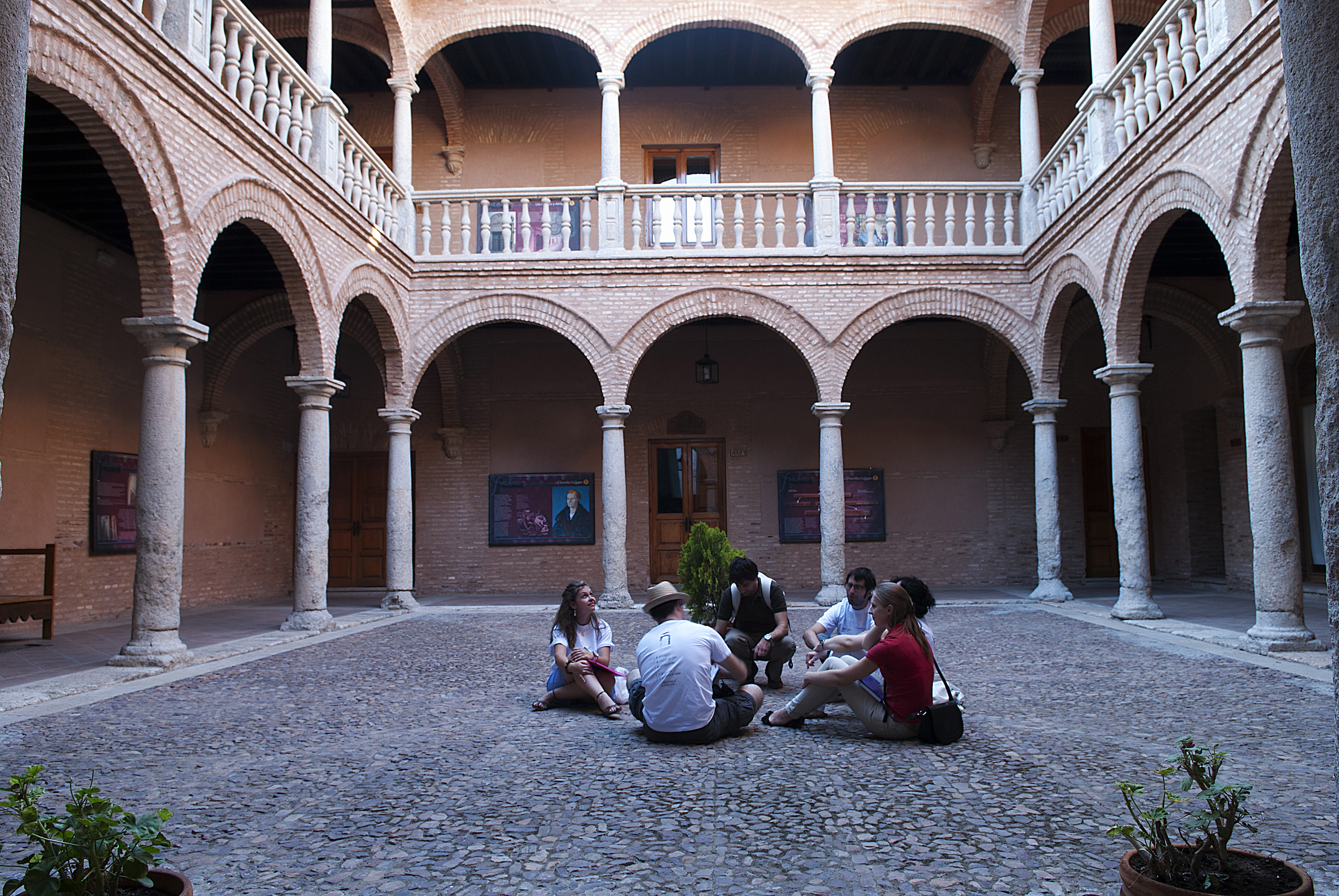
Almagro es miembro del programa cultural Ruta Ñ para el fomento de la cultura y el idioma español. Foto: Estudiantes de español en el Palacio de los Fúcares.

El Corral de Comedias se sitúa en la Plaza Mayor n.º 18. Declarado Monumento Nacional el 4 de marzo de 1955, mantiene la estructura original de los teatros del siglo XVII y es el único completo de esa época, acaso porque se le dio uso además como mesón. Se trata de un patio de unos 300 m² rodeado de 54 pies rectos de madera de color almagre (rojo óxido) que, a su vez, se apoyan en basas de piedra para proteger a éstos de la humedad. Posee dos pisos con aposentos y ganchos para el telón que había de defender del sol y las velas o candiles de aceite. En el patio hay un pozo situado a la entrada donde debía estar la alojería para surtir de refresco a los espectadores. En la actualidad, el Corral de Comedias sigue utilizándose para la representación de obras en el Festival Internacional de Teatro Clásico. Cuenta con un aforo de unas trescientas personas.

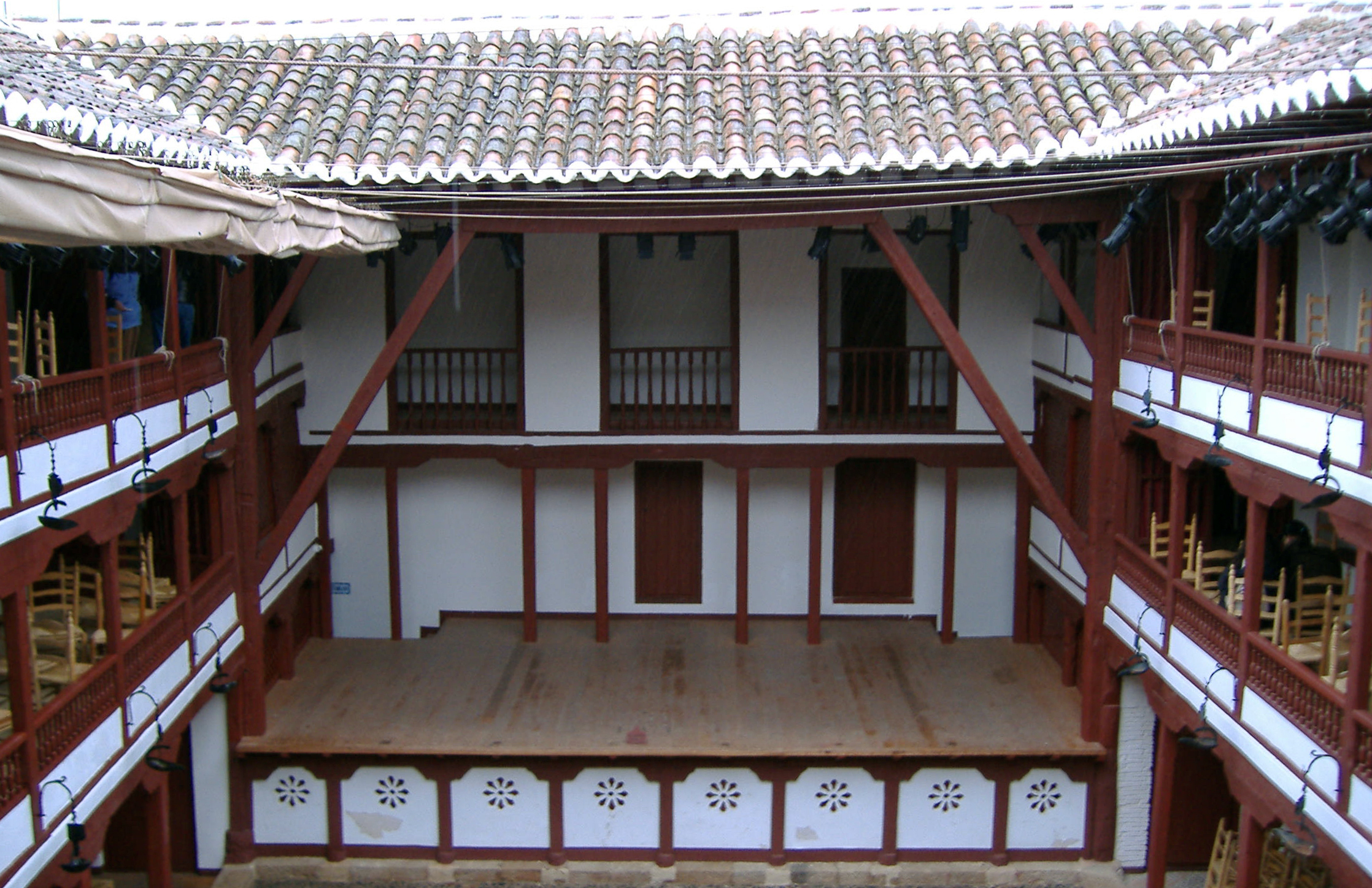
Corral de Comedias de Almagro, el único que se conserva en España tal como era en el.

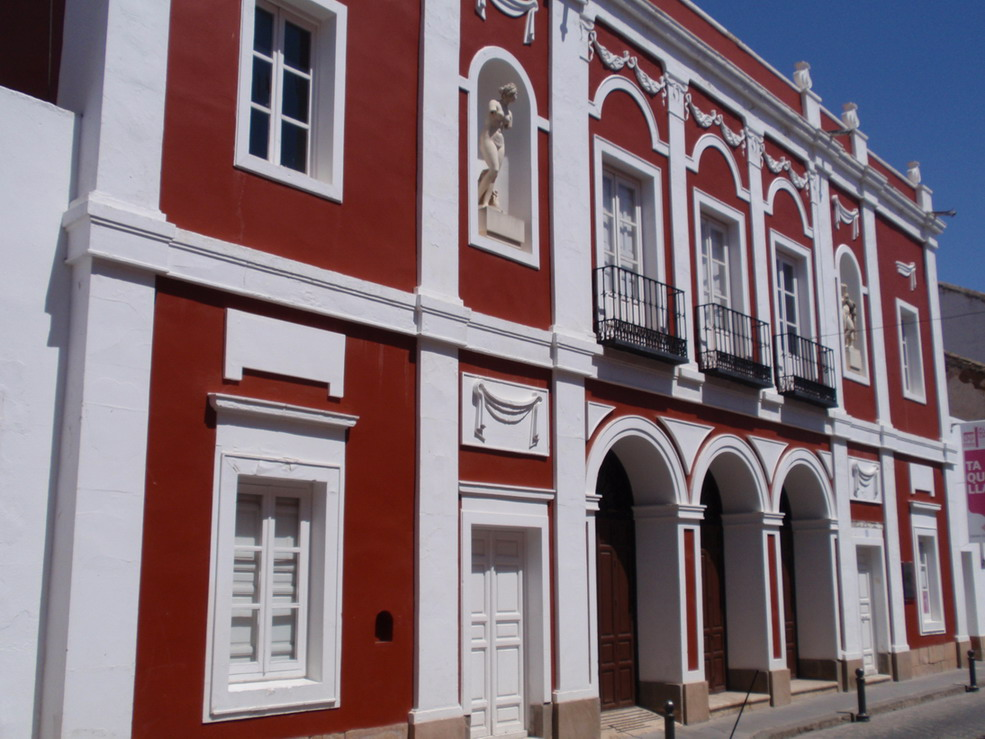
Teatro Municipal.

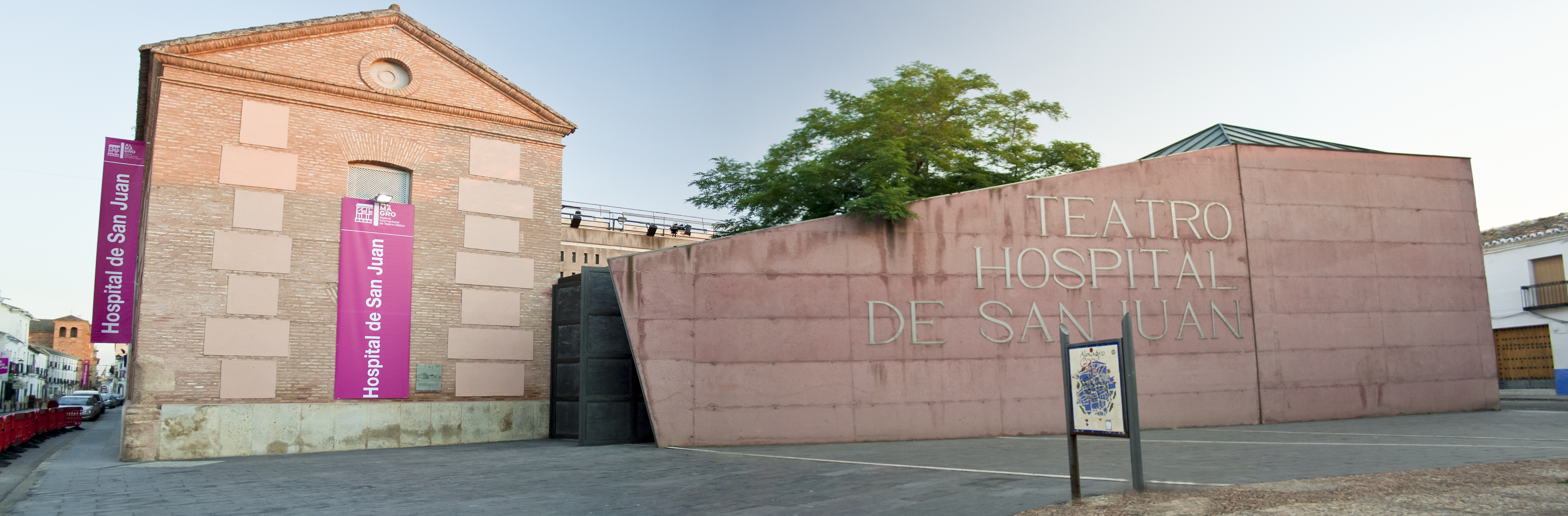
Teatro Hospital de San Juan.

- Otros edificios relacionados con el Festival Internacional de Teatro Clásico.

El Festival Internacional de Teatro anual que se celebra desde 1978 ha obligado a habilitar en la ciudad numerosos espacios dramáticos alternativos a su famoso Corral de Comedias entre los que destacan los siguientes.
- El Teatro Municipal. Coliseo cuya construcción se inicia en 1861 según proyecto del arquitecto Cirilo Vara y Soria, que trató de resumir en su fisonomía y ornamentación los valores de la burguesía decimonónica. Inaugurado en 1865, es de estilo neoclásico, comprende el cuerpo principal con dos alturas, que da paso al patio de butacas de planta elíptica por razones de acústica y tres alturas (platea, palco y gallinero) y al escenario, tras el que se sitúan los camerinos y que se abre mediante una embocadura decorada con pilastras de madera y un gran arco carpanel con pinturas. Las pinturas del techo son actuales, en sustitución de las que se perdieron en la restauración de Miguel Fisac en 1988. Tiene capacidad para 530 personas. La fachada, aunque está muy transformada, es de estilo neoclásico, con tres arcos de medio punto flanquea por dos puertas de servicio y dos ventanas y sobre ellos tres balcones flanqueados por dos hornacinas y dos ventanas, está pintada en rojo y blanco.
- El Hospital de San Juan de Dios. Es un moderno espacio escénico recientemente construido y al aire libre donde pueden representarse las obras con más exigencias técnicas, es en este donde normalmente actúa la Compañía Nacional de Teatro Clásico. Es del siglo XVII. Conserva la nave de la iglesia y la enfermería. Rehabilitado y convertido para su nueva función teatral. Se trataba de un edificio compuesto por diversas dependencias que albergaban un hospital y un convento, con un importante desarrollo durante los siglos XVII y XVIII. Con la desamortización desapareció el conjunto conventual y el Hospital fue transformado, convirtiéndose en bodegas de vinos. El Hospital de San Juan de Dios estaba formado linealmente siguiendo la fachada, por una gran sala en donde se concatenan hospital e iglesia, con la finalidad de que los enfermos pudieran participar de los oficios religiosos desde sus camas. El exterior es una gran fachada de ladrillo y tapial en la que se abre una sencilla puerta adintelada y existe una correspondencia entre las ventanas del cuerpo inferior y las pequeñas del superior. La fachada del presbiterio de la iglesia que da al pradillo de San Blas presenta unas características similares a las de las iglesias carmelitas. En el interior lo más destacable es la iglesia formada por dos tramos más presbiterio cuadrado que está cubierta por bóveda de cañón con arcos fajones y lunetos. La capilla mayor con bóveda de arista, poseía retablo mayor y dos colaterales decorados con pinturas murales populares. El Hospital tenía una nave diáfana cubierta por bóveda donde se situaban las camas, lugares para los frailes y otras dependencias.

Se usan también otros espacios como la antigua Universidad, el patio del Museo Nacional de Artes Escénicas o el entorno de la Ermita de San Juan, siempre que la necesidad lo requiere.

Panorámica de la Plaza Mayor.

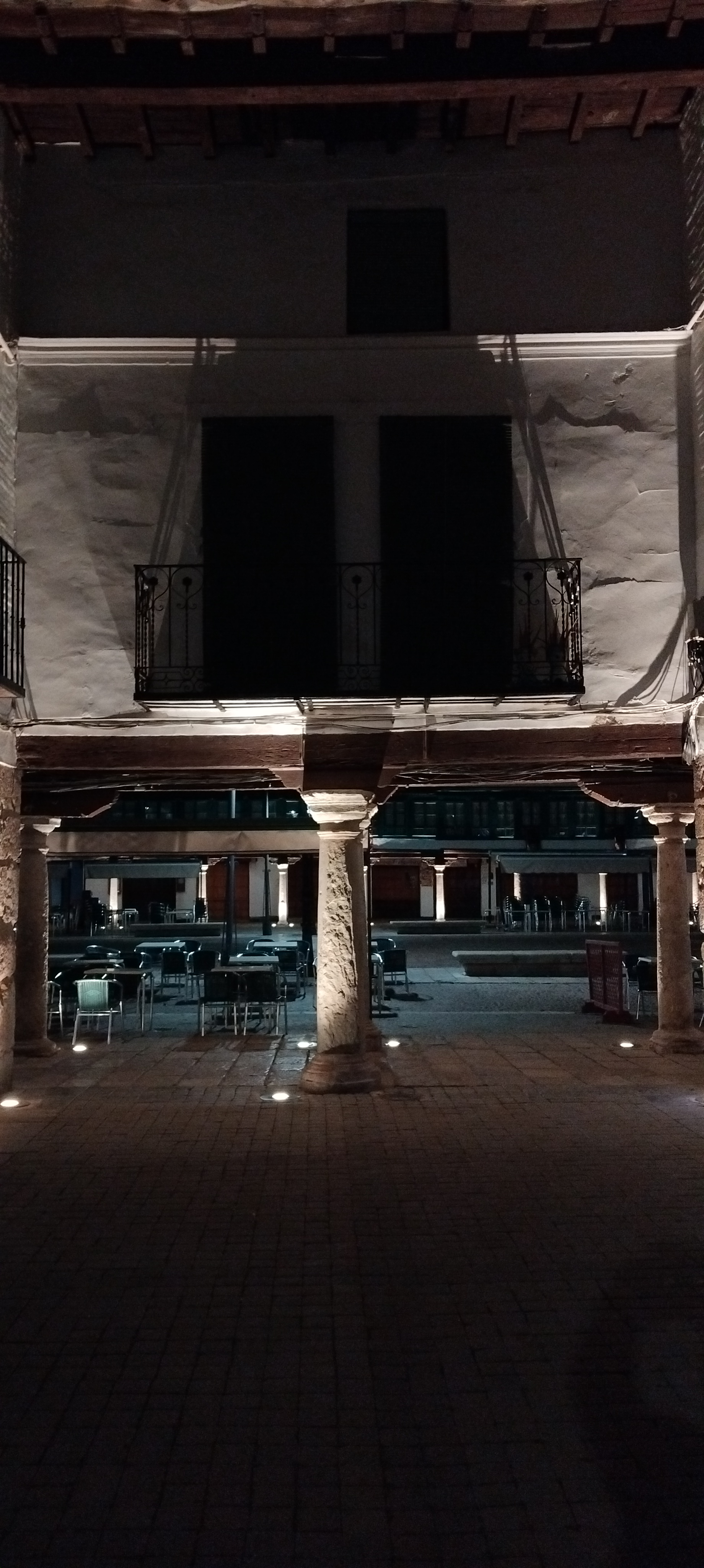
Ciudad de Almagro (bien de interés cultural)

### Museos

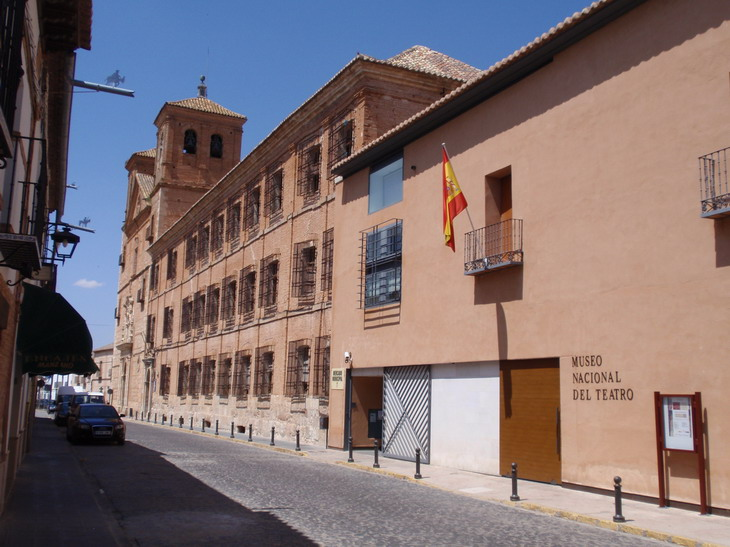
Fachada del Museo Nacional de Artes Escénicas de Almagro.

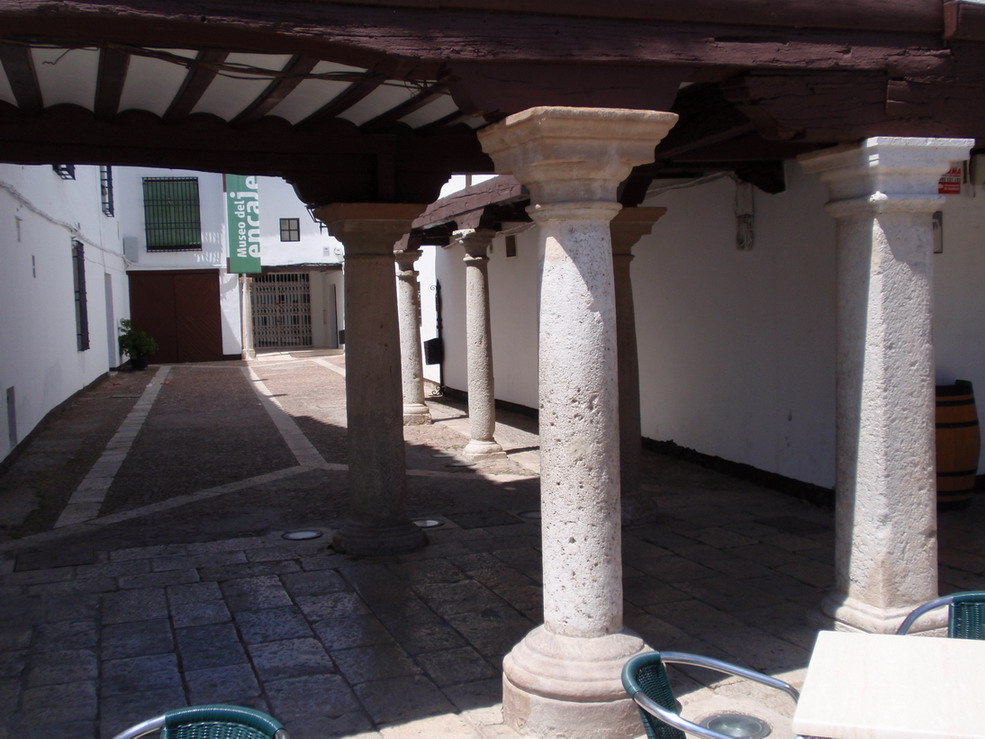
Fachada del Museo del Encaje de Almagro.

- Museo Nacional de Artes Escénicas.

Posee un importante Museo Nacional de Artes Escénicas con abundante iconografía teatral pictórica (retratos de actores, fundamentalmente), escultórica, de figurines, bocetos de escenografías, carteles, fotografías, trajes y maquetas, biblioteca con ediciones y manuscritos entre los siglos XVIII y XX, y un importante fondo de partituras musicales.
- Museo Etnográfico Campo de Calatrava.

El museo etnográfico Campo de Calatrava está enclavado sobre una casa restaurada del siglo XVIII dentro del casco urbano de Almagro, próximo a la plaza mayor, en la calle Chile n.º 6. El museo está dividido en dos plantas y una cueva bodega. En estas dos plantas se distribuyen las colecciones de diversos oficios transformados con el paso del tiempo sobre todo por el avance de las nuevas tecnologías y otros desaparecidos por la falta de utilidad o poca rentabilidad. La mayor parte de los objetos que componen esta colección son oficios del medio rural, distribuidos en salas, recreando ambientes originales de oficios que se han perdido con el tiempo o que han evolucionado con la llegada de nuevas tecnologías. Se encuentran representados alrededor de 40 oficios ejercidos en el Campo de Calatrava. En la planta baja se encuentran la Sala de panadería, Sala de elaboración de quesos, Sala de hilaturas, Cocina, Matanza, Bodega, Cordelería, Fibras vegetales, Arreos, Siega, Caza, Esquilados y hato, Almazara, Azafrán, Albañilería, Carretería, Bodega, Tonelería. En la segunda planta encontramos colecciones de Romanas y faroles, Herrería, Carpintería, Zapatería, Apicultura, Tienda, Artesanía, Flores de tela, Rizadores de pelo, Comedor, Alcoba, Botica, Zapatos, Radios antiguas. Por último, en la cueva de la casa se recrea una bodega. Este museo parte de la iniciativa privada de una familia almagreña con el fin de dar a conocer los orígenes de nuestra cultura popular a las generaciones venideras. Este museo es considerado el museo etnográfico más completo en la comunidad de Castilla-La Mancha, llegando a ser referencia para la creación de este tipo de museos en otras comunidades.
- Museo del Encaje.

Está situado en Callejón Villar. Fue inaugurado el 12 de junio de 2004, contiene colecciones de picaos, encajes y blondas, confeccionados en la localidad y su comarca.
- Espacio del arte contemporáneo.

Está situado en el antiguo Hospital de San Juan, alberga una colección de fondos permanentes, y se realizan exposiciones temporales, conferencias, etc. sobre arte contemporáneo.

### Religioso

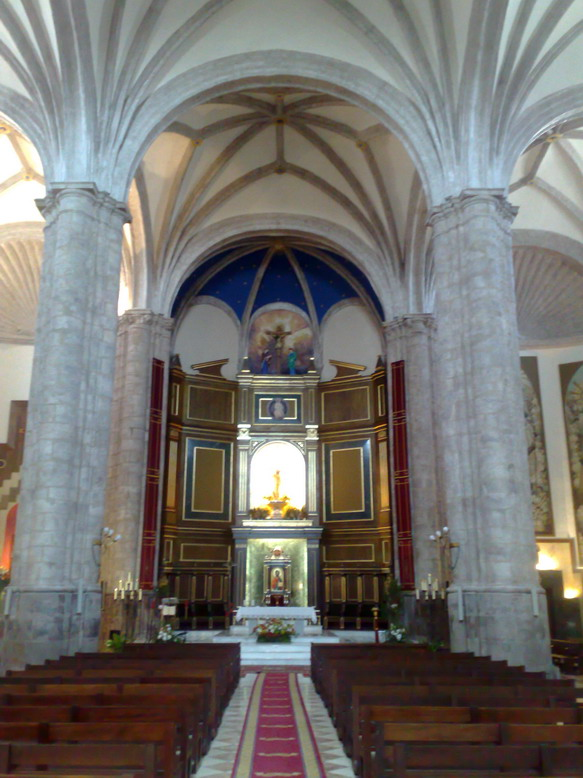
Altar de la iglesia de la Madre de Dios

#### Iglesia de la Madre de Dios
Está ubicada en lo que fue Hospital de Nuestra Señora de La Mayor, en solares comprados por la Villa en 1546. Es del gótico tardío con tímidos matices renacentistas, se levanta sobre una lonja y responde al tipo de iglesia columnaria y de salón, modelo muy extendido por La Mancha. Las naves, de igual altura, están cubiertas por bóveda de crucería. En el altar mayor se venera la imagen de la patrona, la Virgen de las Nieves, en los meses que la imagen permanece en la ciudad. Es el templo de mayores dimensiones de toda la provincia, superando en espacio a la propia catedral de Ciudad Real. La fachada, con grandes contrafuertes, tiene un gran rosetón de ladrillo fechado en 1602 que proyecta una fuerte luz sobre el altar. La torre, inacabada y construida en el lateral derecho de la fachada, es obra de Benito de Soto, arquitecto vecino de Almagro, en el siglo XVII.

#### Iglesia de San Blas
La iglesia de San Blas, originalmente denominada de San Salvador hasta el siglo XVIII, momento a partir del cual se puso bajo la advocación de san Blas, mantiene en la actualidad su actividad religiosa.
El uso por parte del Festival de Teatro de Almagro de este espacio se inicia en el año 2005, y alberga programación centrada en conciertos de música.
Su origen se remonta a la llegada a Almagro de los Függer, banqueros alemanes de Carlos V, en la primera mitad del siglo XVI, al serles arrendados los Maestrazgos de las Órdenes por Carlos V como pago a sus servicios bancarios. Jacobo Függer decide reedificar, con la intención de agradecer a la divinidad los beneficios recibidos, la antigua ermita del Salvador, nombre que mantiene hasta el siglo XVIII ya que en la actualidad se conoce como Iglesia de San Blas. La inscripción latina dice lo siguiente: Salvatori. Opti. Max Quantum. Id. Est. Et/ Quam. Etiam. Spectandum Extra. Intraq. S.A./Cellum. Jacobus. Fuger. Et. Fratrum. Eius./Filli. Pietatis. Et religionis. Ego. D.D.D. Cuya traducción es: Al salvador máximo, cuanto hay y también lo que es de esperar, fuera y dentro de esta capilla, Jacobo Függer y los hijos de sus hermanos dedican como testimonio de piedad y religión, Yo doy, dono y dedic.
La intervención de los Függer en la ermita va a estar condicionada por la construcción ya existente. La obra será llevada a cabo por los maestros que están en la órbita del monasterio de la Asunción de Calatrava. La edificación se llevó a cabo en dos fases, la cabecera y primer tramo, por Jacobo Függer y el otro tramo de la nave y la torre, por sus sobrinos Marco y Jacobo. Esta segunda fase se puede atribuir a Enrique Egas el Mozo.
La capilla es de una sola nave y, al no tener crucero, se configura como un espacio unitario, dividido en cabecera poligonal y dos tramos cubiertos por bóvedas de crucería con discos en las claves, cuyas nervaduras descansan sobre ménsulas decoradas con los emblemas heráldicos de los Függer. El coro a los pies, está formado por balaustrada de madera que llevaría el escudo del fundador. El sotocoro muestra un artesonado de madera con los casetones decorados por rosetas. El exterior de la ermita está construido por paramentos de mampostería y está articulado mediante contrafuertes. También posee sencillas ventanas, de arcos de medio punto en ladrillo que iluminan el interior. La portada principal construida en arenisca y orientada al sur, está formada por un arco de medio punto de jambas cajeadas y una línea de impostas muy marcada decorada con flores de cuatro pétalos, con la rosca del arco decorada con motivos vegetales y las enjutas decoradas con grutescos. Se remarca por pseudopilastras a modo de baquetones con capiteles de vaso. El entablamento sostiene un segundo cuerpo configurado por una hornacina con pilastras y flanqueado por dos grifos; sobre ellos dos láureas que albergan el escudo de Jacobo Függer y, encima de todo el conjunto, la lápida antes mencionada. Desde el punto de vista iconográfico el grifo, monstruo fabuloso con cabeza, alas y garras de águila y cuerpo de león, se convierte en el emblema de la vigilancia y el valor, por lo que su uso en las puertas adquirirá un sentido de protección. La puerta del Imafronte presenta características manieristas retomadas del tratado de Serlio; un primer cuerpo adintelado y un segundo con el escudo de los descendientes de Jacobo; sobre él, un rosetón que ilumina el coro.

#### Convento del Santísimo Sacramento. Iglesia de San Agustín

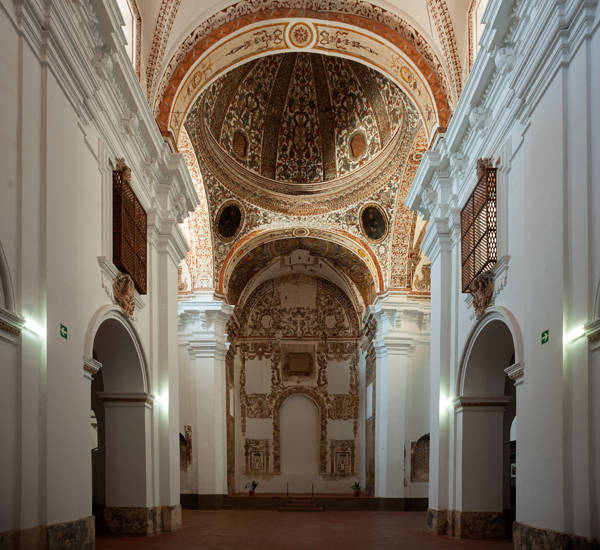
Interior de la iglesia de San Agustín

La arquitectura religiosa también ofrece excelentes ejemplos en Almagro. El convento del Santísimo Sacramento de los Agustinos es una de los más importantes y donde mejor está expresada la cosmovisión barroca conjugando en un todo arquitectura y pintura. Sufrió los estragos de la Desamortización y actualmente sólo queda la iglesia, denominada de San Agustín, con unos notables frescos en su interior.
La Iglesia fue mandada construir en 1625 por la familia Figueroa, pero no se comenzaron sus obras hasta principios del siglo XVIII, terminándose en 1719, aunque el claustro estaba todavía sin acabar. Se trata de una iglesia de estilo barroco y planta de cruz latina con una gran nave central cubierta por bóveda de cañón con lunetos y naves laterales contraídas formando capillas en la parte inferior y tribunas en la superior, que se abren a la nave principal mediante ventanas con marco con orejeras y cubiertas por celosías. Destacan las columnas de orden gigante de su fachada, concebida como un gran retablo, y las escenas de la vida del santo que recorren los muros del templo. El crucero se cubre por una cúpula sobre pechinas, el ábside es de testero plano y en el imafronte se sitúa el coro alto, que ocupa dos tramos y que se sustenta mediante un gran arco carpanel. En los paramentos, bóvedas y cúpula existe un enorme conjunto de pinturas al temple que pertenecen al barroco regional y que representan un programa iconológico completo alusivo al Santo Sacramento, San Agustín y la Virgen. La iglesia constituye una obra maestra del barroco provincial y tipológicamente está más cerca del barroco andaluz que del madrileño.
Actualmente no es utilizada para el culto, es usada por el Museo Nacional de Artes Escénicas, como complemento a su programación habitual, gracias a la cesión del Ayuntamiento de Almagro. Este sitio, declarado Bien de Interés Cultural desde el año 1993, se ha concebido como un espacio expositivo, organizándose importantes exposiciones durante el Festival de Almagro, aunque también han tenido lugar representaciones de teatro.

#### Convento de Santa Catalina de Siena
Alberga en la actualidad el Parador Nacional de Turismo y lo fundó Jerónimo de Ávila en el siglo XVII siguiendo las voluntades finales de su mujer. Los franciscanos lo habitaron a partir de 1612 y del conjunto primitivo y hábilmente reconstruido sólo queda la iglesia, de cruz latina (actual ermita de San Francisco), el claustro conocido como "Patio del laurel" (en el que algunos han creído ver en alguna ocasión fantasmas de monjes), y algunas dependencias.

#### Convento de la Encarnación Dominica
La iglesia, que probablemente se terminó en 1597, está formada por una nave con capillas laterales, cubierta por bóveda de cañón con lunetos, el crucero se cubre con bóveda de arista, destaca una excelente Anunciación de Vicente Carducho en el altar mayor. De las capillas es de reseñar la de los Orduña. La fachada es de gran sencillez y la portada se remató en el siglo XVIII con un magnífico escudo sostenido por tenentes leones rampantes y una corona marquesal con los escudos de los condes de Valdeparaíso y marqueses de Añavate. En la esquina con la calle Dominicas, existe una pequeña capilla que alberga al "Cristo de la Salud", talla del siglo XVII.

#### Convento de la Asunción de Calatrava

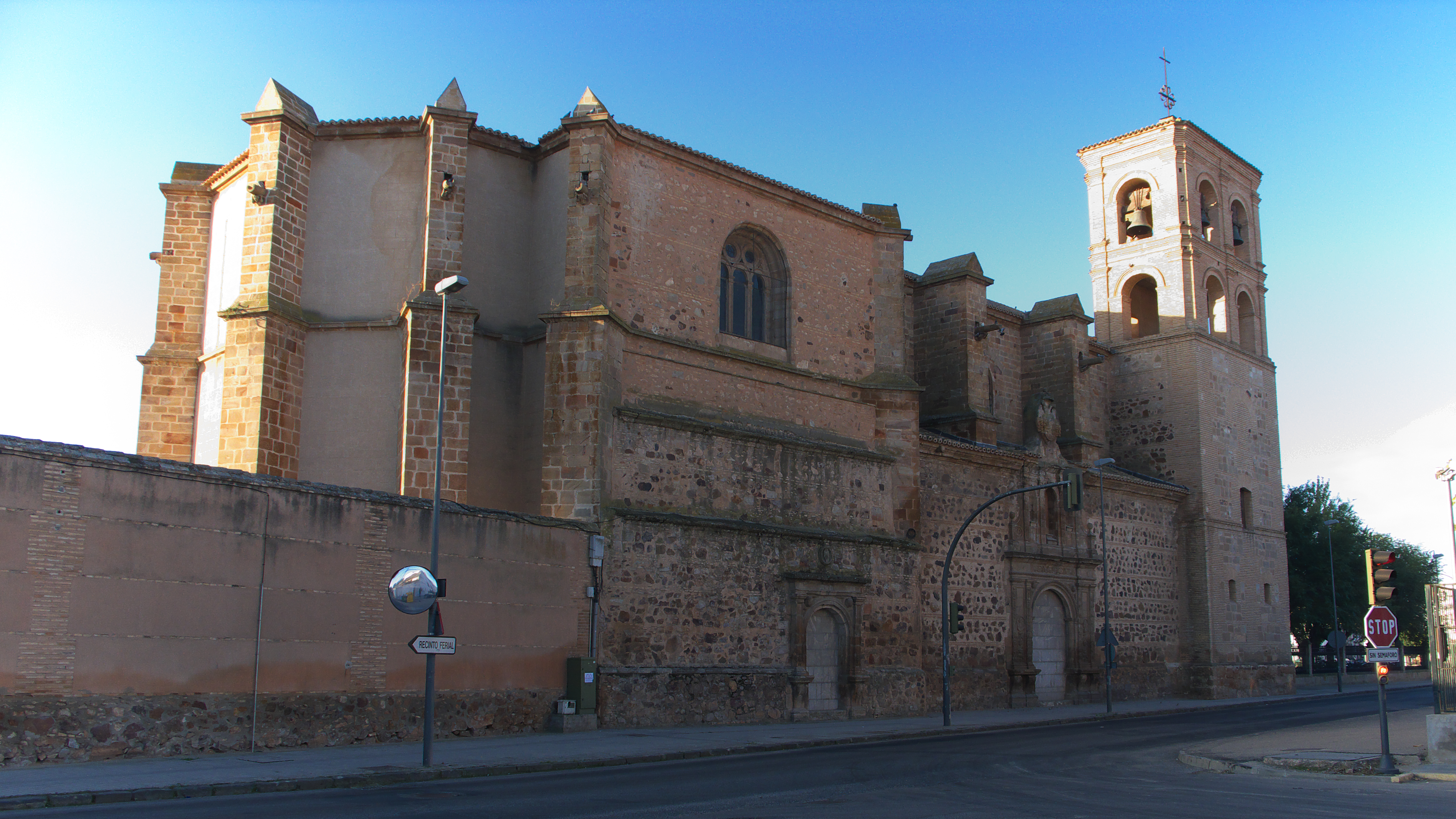
Convento de la Asunción de Calatrava

Comienza a construirse, como hospital, en 1519. Después se convirtió en monasterio. Fue fundado por el Comendador Gutiérrez de Padilla entre 1519 y 1544 para las religiosas de la Orden de Calatrava bajo la advocación de la Virgen de la Asunción.
Habitado por los calatravos entre 1827 y 1836, en que fueron exclaustrados por las leyes desamortizadoras de Mendizábal, también sirvió de cuartel después de su restauración de 1860, para volver a ser ocupado por los padres dominicos a finales de siglo. Es uno de los tres conventos situados extramuros de Almagro, fuera de lo que fue el recinto amurallado de la ciudad, junto al convento de Santo Domingo y el convento de Santa Catalina.
Es el de arquitectura más ambiciosa y espectacular. La iglesia fue lo primero en edificarse y su estructura es gótica con elementos renacentistas; la nervadura de las bóvedas del techo es muy bella, pero también es hermosísimo el claustro, que ha servido también para representaciones dramáticas durante el Festival y es de planta rectangular con dos galerías de órdenes clásicos, jónico el primero y toscano el segundo, con 60 columnas de mármol de Carraca. En las enjutas aparecen esculpidas las armas de los Padilla, alternando con decoración de rosetas. El cuarto superior está cerrado con una balaustrada de arenisca. El patio aparece circundado por siete puertas y dos ventanas de rica talla plateresca. La escalera tiene un sólido pasamanos de piedra de gusto goticista. En 1854 fue declarado Conjunto Histórico-Artístico.[cita requerida]

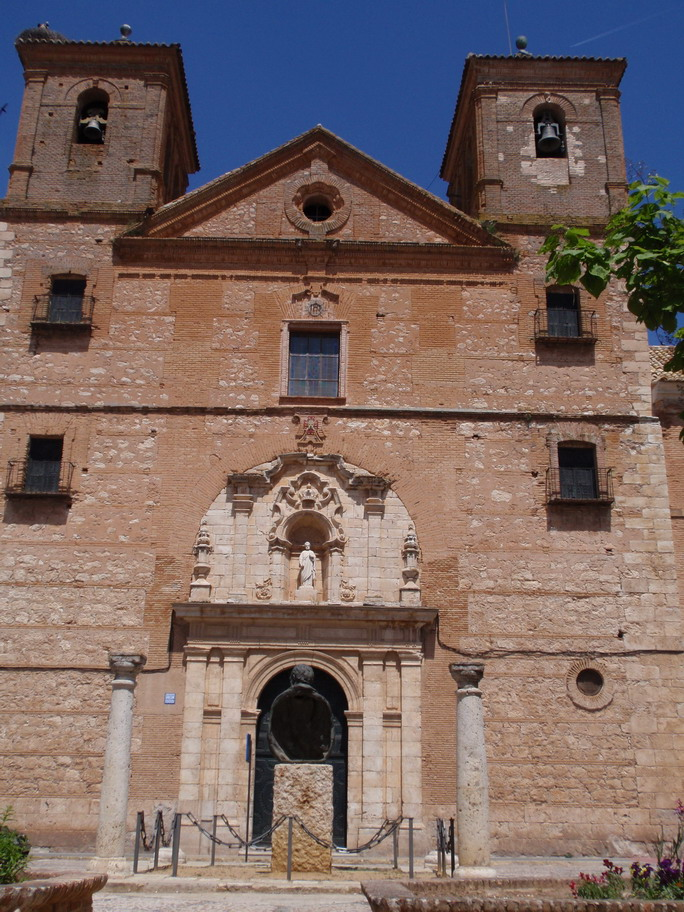
Fachada de la iglesia de San Bartolomé

#### Iglesia de San Bartolomé el Real o iglesia de la Compañía de Jesús
Fue fundada por licencia de Felipe III en 1602; su origen es muy antiguo y antes estaba en la plaza, pero se hundió y se llevó a un lugar cercano. Los fondos de los fieles, especialmente de la familia de los Mera, financiaron su construcción. Las obras, que comenzaron en 1625, se prolongarían durante decenios. Los jesuitas se encargaron de ella y aunque se da por terminada en 1735, aún en 1777, fecha de la expulsión de los jesuitas, el Colegio todavía no se había terminado. Esta dilación determina la mezcla del proyecto inicial con fuertes connotaciones clasicistas expresadas en el primer cuerpo de la portada de la iglesia y el colegio, con la transformación barroca que propicia el segundo arquitecto Tomás Núñez de la Barrera.

#### Convento de Nuestra Señora del Rosario. Antigua Universidad Renacentista
La fundación del convento de Nuestra Señora del Rosario, que pasó a ser la antigua Universidad Renacentista de Almagro, se debe a uno de los personajes más influyentes e importantes de nuestro siglo XVI, el clavero de la Orden de Calatrava frey Fernando Fernández de Córdova y Mendoza. La iglesia responde a la tipología utilizada por las órdenes mendicantes de franciscanos y dominicos durante el siglo XVI. Es de una sola nave, con planta de cruz latina, crucero y ábside poligonal, capillas laterales comunicadas y coro alto a los pies, en los laterales de la nave son apreciables las nuevas corrientes renacentistas pues su traza se efectúa ya con arcos de medio punto, pero sobre todo en la sillería del coro, en el mausoleo del fundador frey Fernando Fernández de Córdova y Mendoza, y en el primitivo altar mayor donde el Renacimiento es manifiesto. La Universidad fue construida en 1538 y su ocupación final tuvo lugar en 1539. El 18 de octubre de 1574, dieron comienzo las clases en las facultades de Teología, Arte y Filosofía, cuando se terminaron las obras del Colegio-Universidad, se implantaron el resto de estudios de Lengua Latina, Sagradas Escrituras y Cánones. Se clausuró y expulsó a los dominicos en 1835, momento a partir del cual fue sufriendo un progresivo desmantelamiento, cayendo en el olvido.

#### Ermita de San Juan Bautista
Fue construida esta ermita en el siglo XVII, tal y como lo certifica la real licencia fundacional en 1626, aunque posiblemente existiese una pequeña construcción anterior que funcionase como recinto religioso.
La ermita presenta diversas edificaciones, destacando por un lado la nave central, cubierta por un artesonado de par y nudillo de clara tradición mudéjar, el cual presenta decoración de lacerías y escudos heráldicos. Otros edificios añadidos corresponden con la sacristía y el camarín. Pero sin duda, la parte más destacable, es la correspondiente a la capilla de la Virgen de los Remedios. Esta ampliación se realiza en el siglo XVIII, en la parte perteneciente a la nave del evangelio y responde al tipo de capilla de planta de cruz griega con brazos poco desarrollados.
Pero lo más destacable de la capilla de la Virgen de los Remedios es la decoración de pintura al temple y yeserías, que presentan una gran similitud formal con las pinturas de la iglesia de San Agustín de Almagro. La temática de esta pintura incluye imágenes decorativas, imágenes simbólicas relacionadas con alegorías marianas y del paraíso y pasajes de la vida de la Virgen.

## Gastronomía

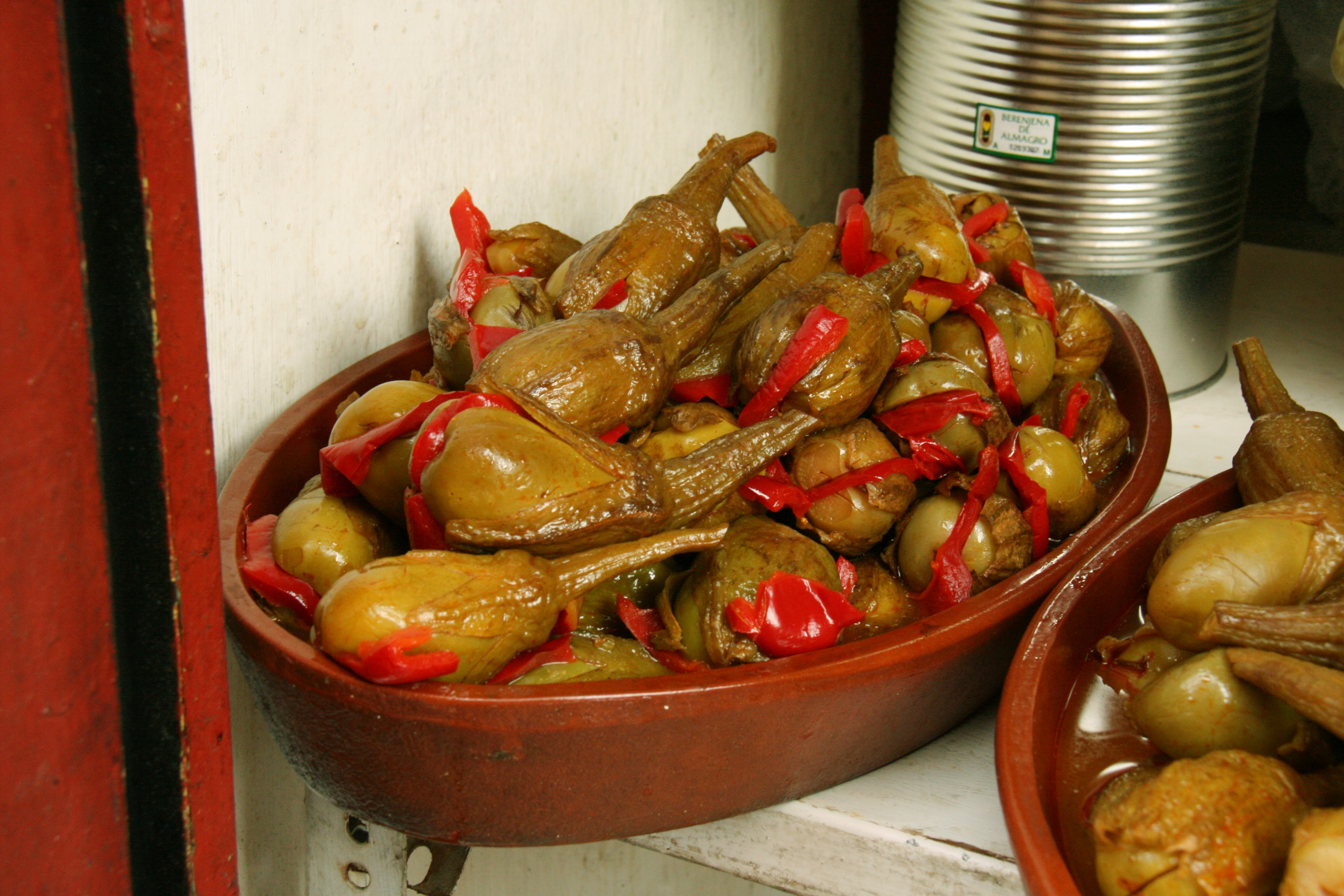
Berenjenas de Almagro

El producto más típico y afamado de Almagro es la berenjena, que se prepara con un aliño de procedencia árabe. Se trata de una verdura con indicación geográfica protegida.
Otros platos de la comarca son los duelos y quebrantos, el tiznao y somallao, el asadillo manchego, las gachas y el pisto manchego, así como las judías verdes con el mismo aliño de las berenjenas.

## Ferias y fiestas
Ferias en honor de san Bartolomé, desde el 23 al 28 de agosto. Romería en honor a la Virgen de las Nieves el 5 de agosto.

## Almagro, ciudad del teatro

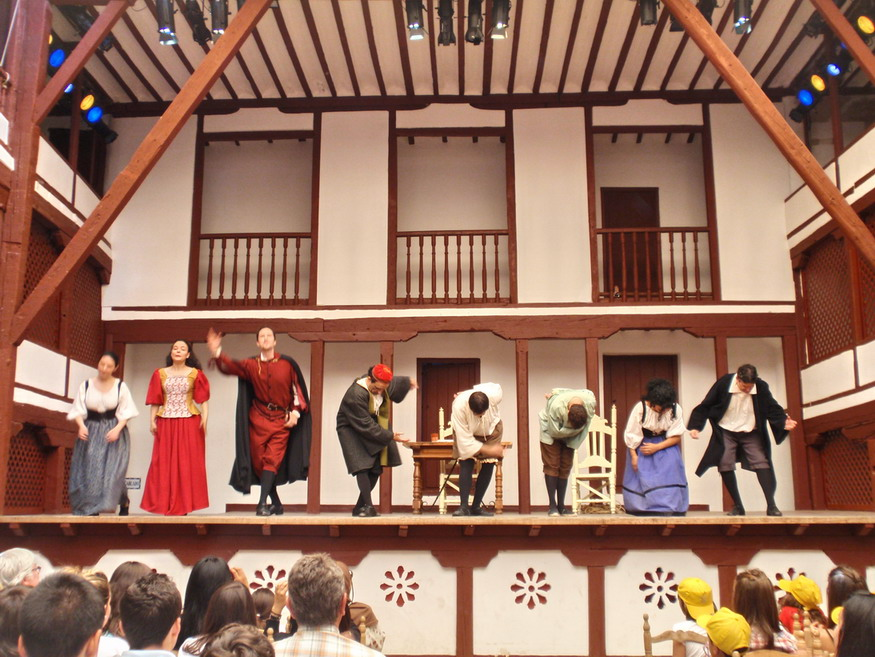
Corral de comedias: representación de El médico a palos de Molière

La localidad es conocida en toda la península por su compromiso con las artes escénicas desde que se redescubriera y recuperara en 1954 el que es hoy en día el corral de comedias mejor conservado de toda España (Monumento Nacional desde 1955).
Aprovechando su inmejorable situación, desde 1978 se celebra en la ciudad cada verano, durante el mes de julio, el Festival Internacional de Teatro Clásico dedicado al Barroco y en especial al Siglo de Oro.
Otros festivales que se dan cita en la ciudad son el Festival Iberoamericano de Teatro Contemporáneo de Almagro (FITCA), que en 2015 alcanzó su XV edición y más recientemente el Festival de Creación Universitaria de Almagro (CUAL), que inició sus pasos en 2014.

## Ciudades hermanadas
- Trujillo (España)[17]
- Guérande (Francia)
- Uchda (Marruecos)
- Fuente Obejuna (España)[18]